# Пешкова, Наталья Ивановна
Наталья Ивановна Пешкова (род. Железногорск (Красноярск-26), Красноярский край) — российская радио- и телеведущая, журналист. Лингвист по образованию.

## Биография
Наталья Пешкова родилась в закрытом городе Красноярск-26. О своей биографии сама говорила следующее:

Со мной все просто — родилась в роддоме, училась в школе, работала на работе. Невероятно культурный (поверить сложно, понимаю) филологический лингвинист с двумями языками, как принято говорить у нас, лингвинистов (приврала немного — с одним).

### Карьера
После переезда в Москву работала на радио Культура. С 1 февраля 2006 года является неизменной ведущей ежедневного информационно-развлекательного шоу «Утро в Москве» на радио Сити-FM, с 2007 года — в паре с Дмитрием Казниным. В 2009 году некоторое время кроме утреннего эфира вела на Сити-FM шоу «Про деньги».
С октября 2011 года работает также телеведущей программы «Треугольник» на 3-м канале.
С середины декабря 2012 на радио Сити-FM не работает.
С февраля 2013 г. работает на радиостанции «Москва FM» (92,0 FM)

## Награды и премии
- В 2009 году Наталья Пешкова и Дмитрий Казнин являлись финалистами, а в 2011 году — победителями российской национальной премии радиовещателей «Радиомания» (признаны лучшими ведущими разговорного эфира).[4]
- В рамках Церемонии награждения на 11-й конференции Российской Академии радио в Москве утренняя программа Встань москвичом на радио Москва FM победила в номинации Радио-шоу, которую вели в тандеме Наталья Пешкова и Дмитрий Казнин на протяжении 9 лет. В связи с этим холдинг «Москва Медиа» получил один из «Золотых микрофонов» национальной премии «Радиомания 2021».

## Семья
На вопросы радиослушателей в эфире утреннего шоу: «Наталья, а Вы замужем?» Пешкова наиболее часто отвечает: «Когда как».